# Faye-l'Abbesse
Faye-l'Abbesse és un municipi francès situat al departament de Deux-Sèvres i a la regió de la Nova Aquitània. L'any 2007 tenia 1.013 habitants.

## Demografia

### Població
El 2007 la població de fet de Faye-l'Abbesse era de 1.013 persones. Hi havia 397 famílies de les quals 110 eren unipersonals (39 homes vivint sols i 71 dones vivint soles), 137 parelles sense fills, 130 parelles amb fills i 20 famílies monoparentals amb fills.
La població ha evolucionat segons el següent gràfic:
Habitants censats

### Habitatges
El 2007 hi havia 453 habitatges, 402 eren l'habitatge principal de la família, 13 eren segones residències i 38 estaven desocupats. 451 eren cases i 2 eren apartaments. Dels 402 habitatges principals, 313 estaven ocupats pels seus propietaris, 85 estaven llogats i ocupats pels llogaters i 3 estaven cedits a títol gratuït; 8 tenien dues cambres, 52 en tenien tres, 93 en tenien quatre i 248 en tenien cinc o més. 370 habitatges disposaven pel capbaix d'una plaça de pàrquing. A 176 habitatges hi havia un automòbil i a 191 n'hi havia dos o més.

### Piràmide de població
La piràmide de població per edats i sexe el 2009 era:
| Homes | Edats   | Dones |
| ----- | ------- | ----- |
| 8     | 95 o +  | 8     |
| 4     | 90 a 94 | 16    |
| 20    | 85 a 89 | 20    |
| 4     | 80 a 84 | 12    |
| 28    | 75 a 79 | 40    |
| 36    | 70 a 74 | 32    |
| 24    | 65 a 69 | 28    |
| 8     | 60 a 64 | 28    |
| 32    | 55 a 59 | 28    |
| 28    | 50 a 54 | 32    |
| 28    | 45 a 49 | 24    |
| 40    | 40 a 44 | 28    |
| 28    | 35 a 39 | 32    |
| 20    | 30 a 34 | 20    |
| 16    | 25 a 29 | 24    |
| 12    | 20 a 24 | 20    |
| 28    | 15 a 19 | 36    |
| 36    | 10 a 14 | 24    |
| 20    | 5 a 9   | 36    |
| 32    | 0 a 4   | 8     |

## Economia
El 2007 la població en edat de treballar era de 556 persones, 395 eren actives i 161 eren inactives. De les 395 persones actives 376 estaven ocupades (209 homes i 167 dones) i 19 estaven aturades (7 homes i 12 dones). De les 161 persones inactives 75 estaven jubilades, 34 estaven estudiant i 52 estaven classificades com a «altres inactius».

### Ingressos
El 2009 a Faye-l'Abbesse hi havia 402 unitats fiscals que integraven 984 persones, la mediana anual d'ingressos fiscals per persona era de 14.293 €.

### Activitats econòmiques
Dels 32 establiments que hi havia el 2007, 1 era d'una empresa alimentària, 1 d'una empresa de fabricació de material elèctric, 1 d'una empresa de fabricació d'altres productes industrials, 7 d'empreses de construcció, 5 d'empreses de comerç i reparació d'automòbils, 5 d'empreses de transport, 2 d'empreses d'hostatgeria i restauració, 2 d'empreses financeres, 2 d'empreses de serveis, 3 d'entitats de l'administració pública i 3 d'empreses classificades com a «altres activitats de serveis».
Dels 12 establiments de servei als particulars que hi havia el 2009, 1 era una oficina de correu, 1 taller de reparació d'automòbils i de material agrícola, 2 paletes, 1 guixaire pintor, 1 fusteria, 2 electricistes, 2 perruqueries i 2 restaurants.
Dels 2 establiments comercials que hi havia el 2009, 1 era una botiga de menys de 120 m² i 1 una fleca.
L'any 2000 a Faye-l'Abbesse hi havia 43 explotacions agrícoles que ocupaven un total de 1.950 hectàrees.

## Equipaments sanitaris i escolars
L'únic equipament sanitari que hi havia el 2009 era una farmàcia.
El 2009 hi havia 2 escoles elementals.

## Poblacions més properes
El següent diagrama mostra les poblacions més properes.